# 雉堞许可证
雉堞许可证（英語：Licence to crenellate），又称加固许可证（英語：licence to fortify），是一种在12至16世纪的英格兰、威尔士和海峡群岛颁发的许可证，发出者是英王或其辖下特权郡的领主（包括达勒姆主教、切斯特伯爵，以及1351年之后的兰开斯特公爵等）。雉堞许可证容许其持有者在其获得许可的名下产业修筑防御工事。

## 起源
英国学界对第一张雉堞许可证于何时发出存在爭议。有学者认为最早的雉堞许可证是在1127年由英王亨利一世为罗切斯特城堡颁发，但另一些学者则否定此说法。及至1199年，英格兰开始有系统地记录其行政事宜，其后大多数许可都保存在专利登记册上。该等专利特许表明英王批准持有人建造防御工事。
有关方面通常在战争和冲突期间授予较多雉堞许可证。雉堞许可证一般没有附加费用；少数情况下王室会征收一马克或半马克的象征式费用。

## 颁授对象
获得雉堞许可证的人大多数是骑士而非更高阶的贵族成员。此外，虽然大多数雉堞许可证申请者都是个人身份，但亦有28张雉堞许可证是颁予整个城镇，另外有44张许可证涉及教会建筑物（例如教堂，修道院和大教堂）。另外女性亦可获颁雉堞许可证：有11名妇女的名字在现存的雉堞许可证中出现，其中4人是许可证持有者。

## 史学研究

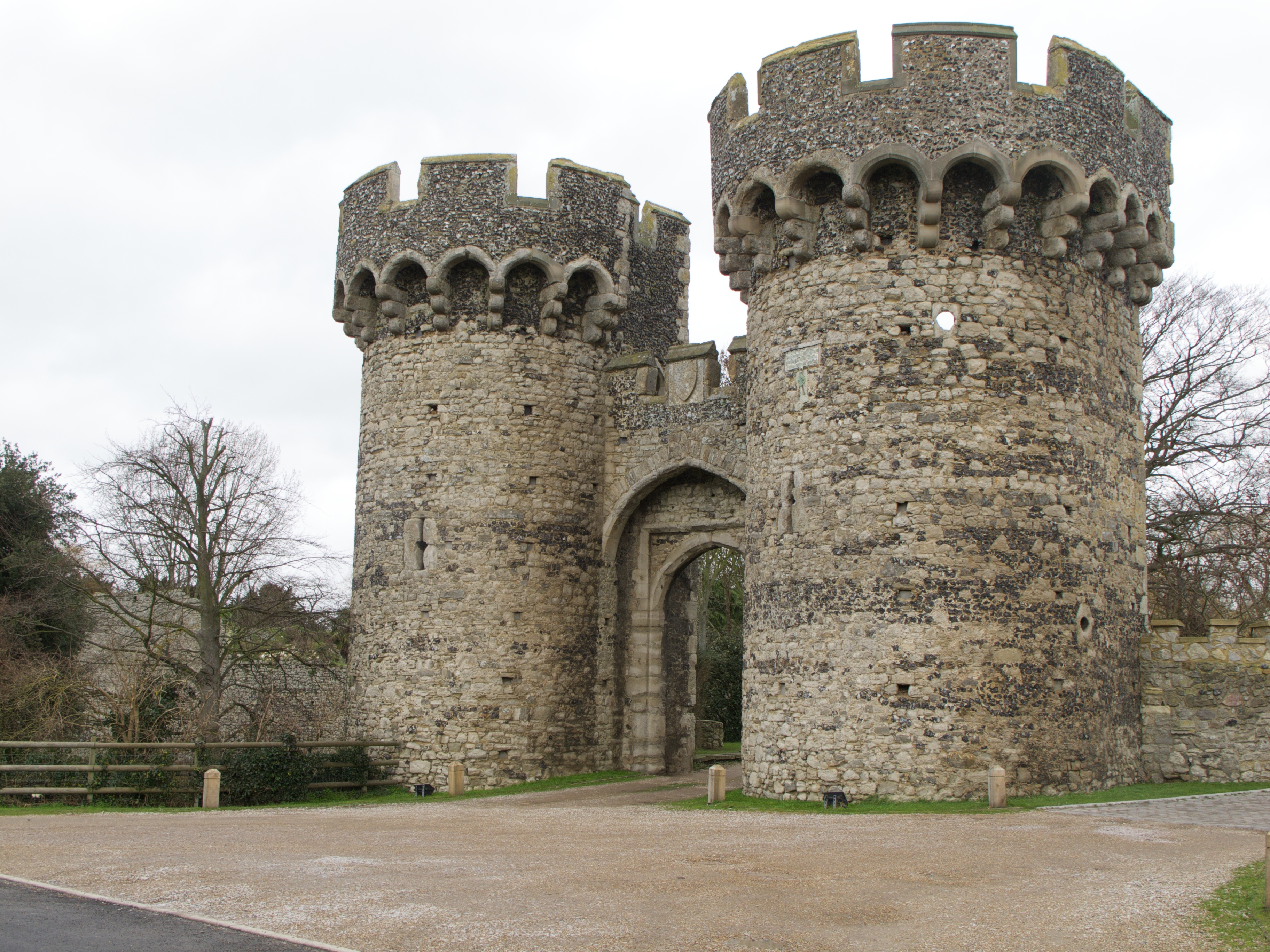
肯特郡库灵城堡。图中右方可见其外门楼上有一黄铜牌匾，乃其于1381年获得的雉堞许可证

“雉堞许可证”这个术语在19世纪出现，被历史学家用来描述给予持证人建造防御工事的许可文件，其中选用“雉堞”一词的原因是大多数这类许可都提及城垛。历史学界对该等许可的发出原因存在争议，例如较着重军事史的学者认为该等许可限制了能夠用来抵抗王室军队的城垛数目，从而保护王权免受地方势力威胁。现代则有一派认为随时间流逝，城垛仅余建筑上的象征意义，而该等许可则成为持有者的身分象征。查尔斯·库尔森（Charles Coulson）在其著作中指出，雉堞许可证成为高贵地位的象征，因为城堡形建筑是贵族展现其地位的手法。
现时存世的雉堞许可证约有460个，涵盖500多个处所，并不完全包括英格兰为数1500座以上的城堡。有学者认为这一事实使“（在中世纪）进行建筑行动必须获得王室许可”的主张难以成立。另一方面，有研究显示有关雉堞许可证的申请极少遭到拒绝。查尔斯·库尔森认为雉堞许可证是持有人向公众展示其“获得王室认可”的证明。
以肯特郡的库灵城堡为例，其外门楼上镶有一块在1381年获得的雉堞许可证，上书：“吾之建造乃为国家之助力”（I am made in help of the country）。马修·约翰逊（Matthew Johnson）的研究认为，该城堡的城墙上没有加建女墙的空间，而在內门楼上的炮窗也不符合该处的实际防御需要，因此该城堡的防御建筑以至其雉堞许可证皆是虚张声势。另一方面，菲利普·戴维斯（Philip Davis）則认为，此等城堡的防御工事与现代某些设施装设虚假的闭路电视或防盗警报器，以威慑、阻吓盗贼的做法相似。

## 脚注
1. 1 2 3  Goodall 2011，第8-9頁
2. ↑  Goodall 2011，第8頁
3. ↑  Davis, Philip. . Gatehouse Gazetteer. 2017-07-26  [2024-08-21]. （原始内容存档于2023-05-28） （英语）.
4. 1 2 3  Davis & 2006-7，第228頁
5. 1 2 3 4  Goodall 2011，第9頁
6. ↑  Coulson 1982，第70頁
7. ↑  Davis & 2006-7，第228-229頁
8. 1 2  Liddiard 2005，第43頁
9. ↑  Davis & 2006-7，第229頁
10. ↑  Coulson 1982，第72頁
11. ↑  Eales 2003，第48頁
12. ↑  Coulson 1982，第69頁
13. ↑  Coulson 1982，第83頁
14. ↑  Liddiard 2005，第44頁
15. ↑  Johnson 2002，第xiii-xix頁

## 延伸阅读
- Coulson, Charles, , Journal of the British Archaeological Association, 1979, 132: 73–90, doi:10.1080/00681288.1979.11895032
- Coulson, Charles, , Nottingham Medieval Studies, 1994, 38: 86–137, doi:10.1484/J.NMS.3.230
- Coulson, Charles, Church, Stephen , 编, , Medieval Knighthood (Boydell), 1995, 5: 119–95
- Platt, Colin, , The Castle Studies Group Journal, 2007, 21: 203–207
- Platt, Colin, , The Castle Studies Group Journal, 2009, 23: 232–240
- Thorstad, Audrey, , Sabaté, Flocel  (编), , Cambridge: Cambridge Scholars Publishing: 68–88, 2015[]